# Bova (Cameroun)
Pour les articles homonymes, voir Bova.
Bova est une localité du Cameroun, située dans l'arrondissement de Buéa, le département du Fako et la région du Sud-Ouest.

## Population
En 1953, Bova I et Bova II avaient 545 habitants. En 1968, Bova I et Bova II comptaient 700 habitants, principalement des Bakweri. Lors du recensement de 2005, on a dénombré 1395 personnes dans la localité de Bova I.